# 田坂啓
田坂 啓（たさか けい、1934年1月3日 - 2015年4月10日）は、日本の脚本家。

## 人物
広島県尾道市久保町出身。実家は『東京物語』の撮影が行われた浄土寺の近くで、石堂淑朗の家も近所だった。早稲田大学仏文科卒。大映株式会社脚本家養成所を1956年了。1960年『襲われた手術』の共同脚本でデビュー1963年、橋幸夫と吉永小百合主演で主題歌が大ヒットした『いつでも夢を』も共作した。東映と契約した1962年『恐喝』で一本立ち。『第三の忍者』『花と龍』、大川橋蔵の映画版『銭形平次』、『十一人の侍』など、時代劇の脚本を主に書いた。その後フリーの脚本家となり、1960年代後半から主に松竹の渡辺祐介監督とのコンビで「ザ・ドリフターズ全員集合!!シリーズ」など多数の喜劇脚本を手がけた。またテレビドラマの脚本も多く『眠狂四郎』『鬼平犯科帳』『荒野の素浪人』『素浪人罷り通る』『御家人斬九郎』『剣客商売』『西遊記』『東京警備指令 ザ・ガードマン』、花登筐原作の『どてらい男』の第2シリーズ（花登と共作）その他、2時間ドラマなど多数ある。映画脚本は他に丹波哲郎主演の怪作『コレラの城』やタモリの映画デビュー作『喜劇役者たち 九八とゲイブル』、フジテレビの劇場用映画第1作『御用金』、『金環蝕』『君よ憤怒の河を渉れ』などがある。

## 主な脚本作品

### 映画
- 襲われた手術室（1960年、大映）
- 銀座のどら猫（1960年、大映）
- 背広姿の渡り鳥（1961年、大映）
- 幼馴染というだけさ（1961年、大映）
- 九ちゃんの大当りさかさま仁義（1963年、東映）
- いつでも夢を（1963年、日活）
- 海道一の鬼紳士（1963年、東映）
- 馬喰一代（1963年、東映）
- 恐喝（1963年、東映）
- 第三の忍者（1964年、東映）
- コレラの城（1964年、松竹）
- 花と龍（1965年、東映）
- 続花と龍 洞海湾の決斗（1966年、東映）
- 日本暗黒街（1966年、東映）
- 丹下左膳 飛燕居合斬り（1966年、東映）
- 牙狼之介（1966年、東映）
- 銭形平次（1967年、東映）
- 十一人の侍（1967年、東映）
- 喜劇爬虫類（1968年、松竹）
- 喜劇 競馬必勝法 一発勝負（1968年、東映）
- 御用金（1969年、フジテレビジョン＝東京映画）
- ミヨちゃんのためなら全員集合!!（1969年、松竹）
- アッと驚く為五郎（1970年、松竹）
- ズンドコズンドコ全員集合!!（1970年、松竹）
- 誰かさんと誰かさんが全員集合!!（1970年、松竹）
- ツンツン節だよ全員集合!!（1971年、松竹）
- 出所祝い（1971年、東京）
- 春だドリフだ全員集合!!（1971年、松竹）
- 喜劇 男の子守唄（1972年、松竹）
- 祭りだお化けだ全員集合!!（1972年、松竹）
- 舞妓はんだよ全員集合!!（1972年、松竹）
- 喜劇 男の泣きどころ（1973年、松竹）
- チョットだけョ全員集合!!（1973年、松竹）
- 大事件だよ全員集合!!（1973年、松竹）
- 喜劇 男の腕だめし（1974年、松竹）
- 超能力だよ全員集合!!（1974年、松竹）
- どてらい男（1975年、東京）
- 金環蝕（1975年、大映）
- 君よ憤怒の河を渉れ（1976年、永田プロ＝大映）
- 喜劇役者たち 九八とゲイブル（1978年、松竹）
- 夜が崩れた（1978年、松竹）
- トルコ行進曲 夢の城（1984年、ISMいずみプロ）

### テレビドラマ(連続)
- ザ・ガードマン（1965 - 1971年、TBS）
- 眠狂四郎（1967年、フジテレビ）
- 検事 霧島三郎（1969年、よみうりテレビ）
- 新三匹の侍（1970年、フジテレビ）
- 愛と死の砂漠（1971年、関西テレビ）
- 鉄道100年 大いなる旅路（1972年、日本テレビ）
- 無宿侍（1973年、フジテレビ）
- 唖侍鬼一法眼（1973年、日本テレビ）
- 荒野の素浪人（1974年、NET）
- どてらい男・戦後編（1975年、関西テレビ）
- 剣と風と子守唄（1975年、日本テレビ）
- 鬼平犯科帳（中村吉右衛門版）（1989年 - 2001年、フジテレビ）
- 横溝正史シリーズ（毎日放送）
  - 悪魔の手毬唄（1977年8月 - 10月）
  - 迷路荘の惨劇（1978年10月）
- 西遊記（1978年 - 1979年、日本テレビ）
- 赤穂浪士（1979年、テレビ朝日）
- 御家人斬九郎（1995年 - 2002年、フジテレビ）
- 剣客商売（1999 - 2000年、フジテレビ）

### テレビドラマ(単発)
- 無宿侍（1973年、フジテレビ）
- 木曜ゴールデンドラマ（日本テレビ）
  - 私は怪魚をみた（1981年）
  - 赤い妄執（1983年）
  - 赤い本能（1984年）
- 時代劇スペシャル（フジテレビ）
  - 素浪人罷り通る（1981年）
  - 丹下左膳 剣風!百万両の壺（1982年）
- 鬼が来た 棟方志功伝（1983年、テレビ朝日） - 新藤兼人と共作
- 土曜ワイド劇場（テレビ朝日）
  - 誘惑されたい女（1983年）
  - 横溝正史の真珠郎（1983年）
  - 処刑教師（1984年）
  - 瞳の中の悪魔（1984年）